# Xanthophenax pusillus
Xanthophenax pusillus är en stekelart som först beskrevs av Pierre L. G. Benoit 1953.  Xanthophenax pusillus ingår i släktet Xanthophenax och familjen brokparasitsteklar. Inga underarter finns listade i Catalogue of Life.